# Concairac
Concairac (en francès Conqueyrac) és un municipi francès situat al departament del Gard i a la regió d'Occitània.